# (128474) Arbacia
(128474) Arbacia est un astéroïde de la ceinture principale.

## Description
(128474) Arbacia est un astéroïde de la ceinture principale. Il fut découvert le 7 août 2004 à Pla D'Arguines par Rafael Ferrando. Il présente une orbite caractérisée par un demi-grand axe de 3,07 UA, une excentricité de 0,08 et une inclinaison de 10,2° par rapport à l'écliptique.

## Compléments